# Marianne Granfelt
Marianne Granfelt, född 17 december 1959, är en svensk teknologie doktor och akademisk ledare. Från 1 februari 2012 är hon generalsekreterare i SUHF, Sveriges universitets- och högskoleförbund.

## Utbildning
Efter akademiska studier avlade Granfelt 1984 examen som civilingenjör i kemiteknik vid Lunds tekniska högskola (Lunds universitet). Efter forskarstudier disputerade hon därefter 1992 och blev teknologie doktor i fysikalisk kemi vid LTH på en avhandling om Polyelectrolytes, Zwitterions and Surface Forces. Sedan tog hon 1994 också en examen som gymnasielärare (i kemi och matematik) vid Lärarhögskolan i Malmö (då tillhörande Lunds universitet).

## Karriär
Granfelt antogs 1985 som forskarstuderande vid avdelningen för Fysikalisk kemi vid LTH. Under perioder var hon sedan gästforskarstuderande och postdoktor vid olika universitet i Australien. 1995 blev hon universitetslektor i kemiteknik först vid Institutionen för teknisk utbildning vid Linköpings universitet och från 1997 vid Institutionen för fysik och mätteknik vid Linköpings universitet. Från 1997 till 2000 fungerade hon även som utbildningsnämndsordförande vid Tekniska högskolan inom Linköpings universitet.
2001 blev hon kanslichef vid Tekniska högskolan vid Linköpings universitet och i november 2006 administrativ chef för hela Linköpings universitet. I augusti 2007 blev Marianne Granfelt universitetsdirektör och förvaltningschef vid Lunds universitet.
Hösten 2011 utnämndes hon till generalsekreterare i SUHF, Sveriges universitets- och högskoleförbund, med tillträde på halvtid 1 februari 2012 och på heltid 1 mars 2012.